# リアジェット60

離陸・上昇中のリアジェット60

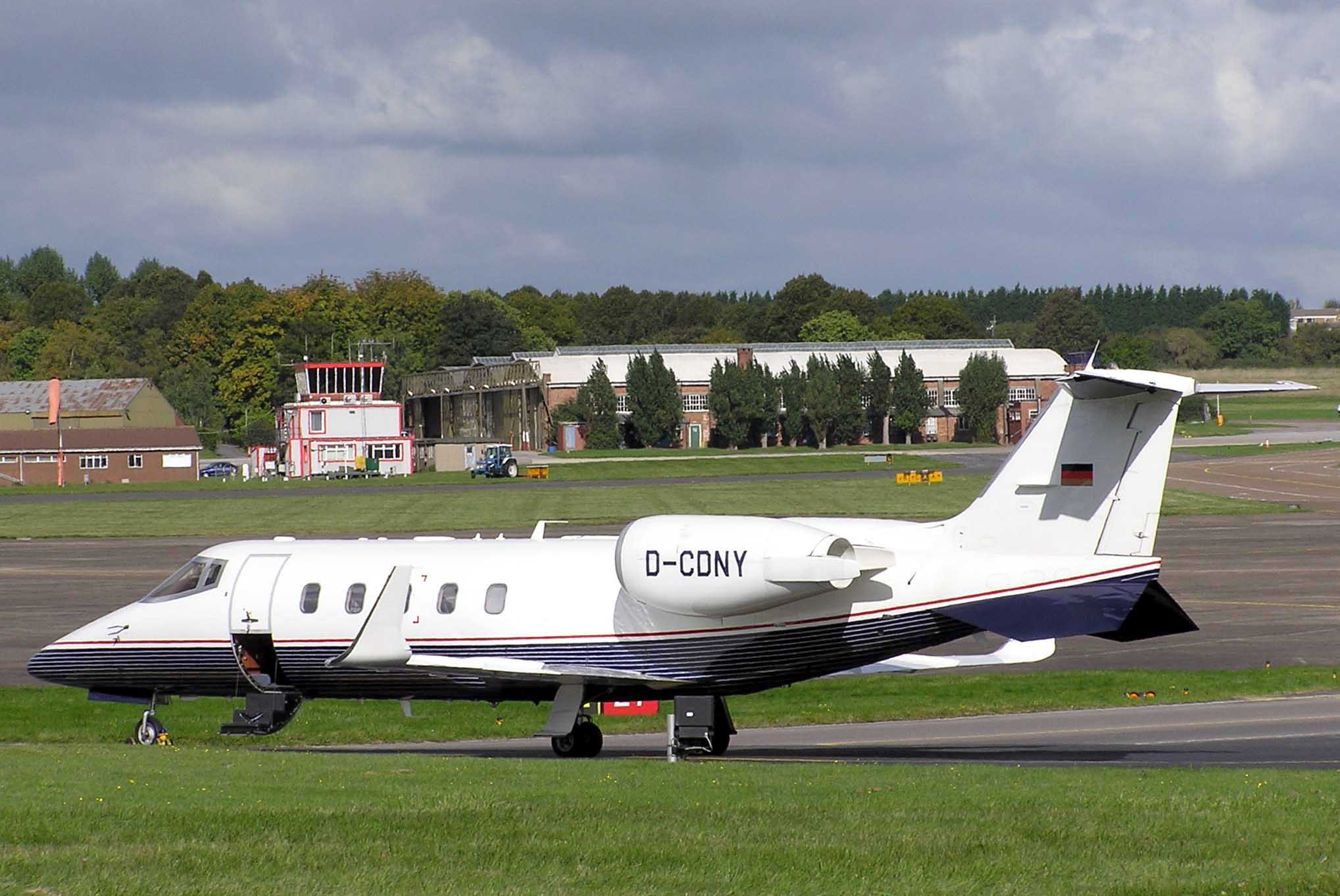
空港内のリアジェット60。搭乗口（昇降階段）が半分開けてある。

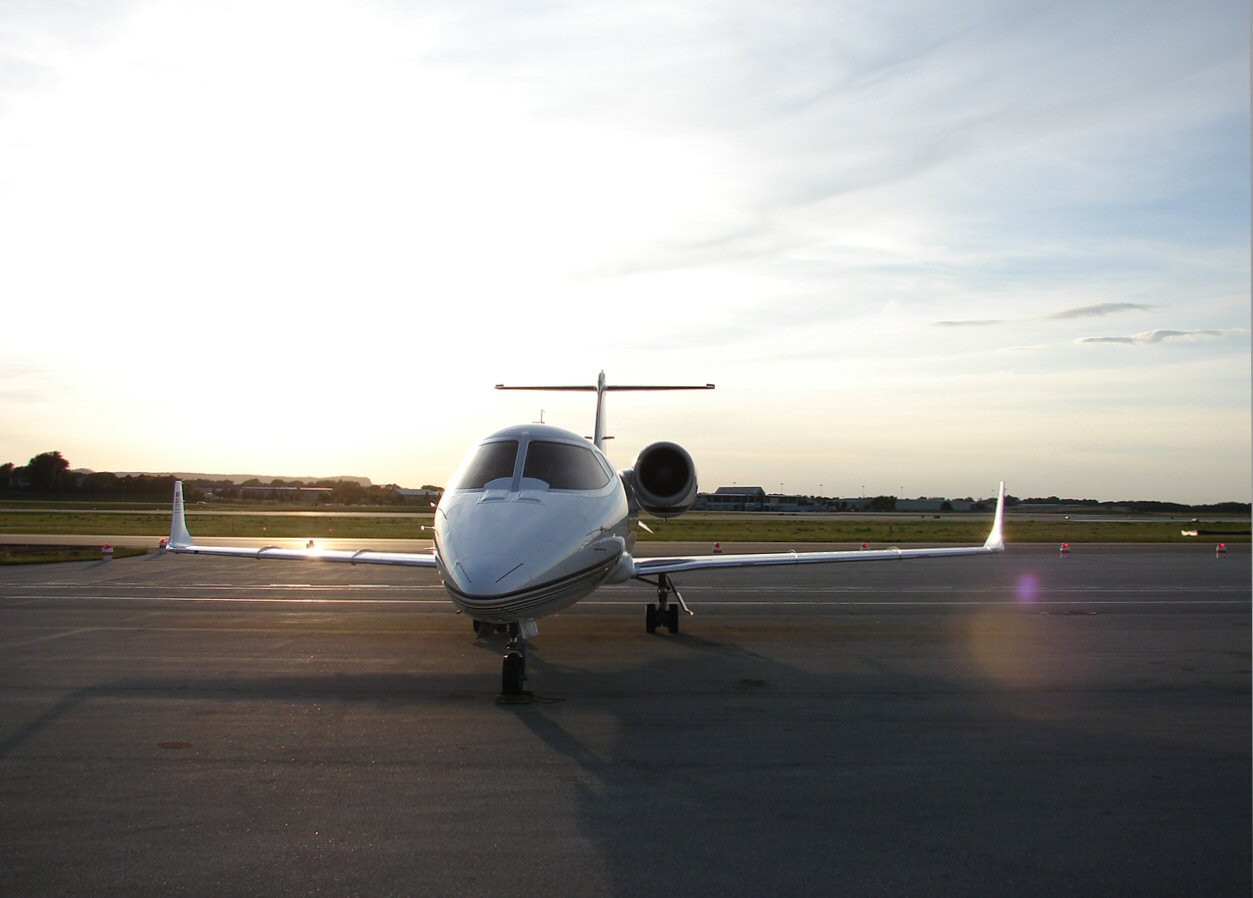
リアジェット60、前方から

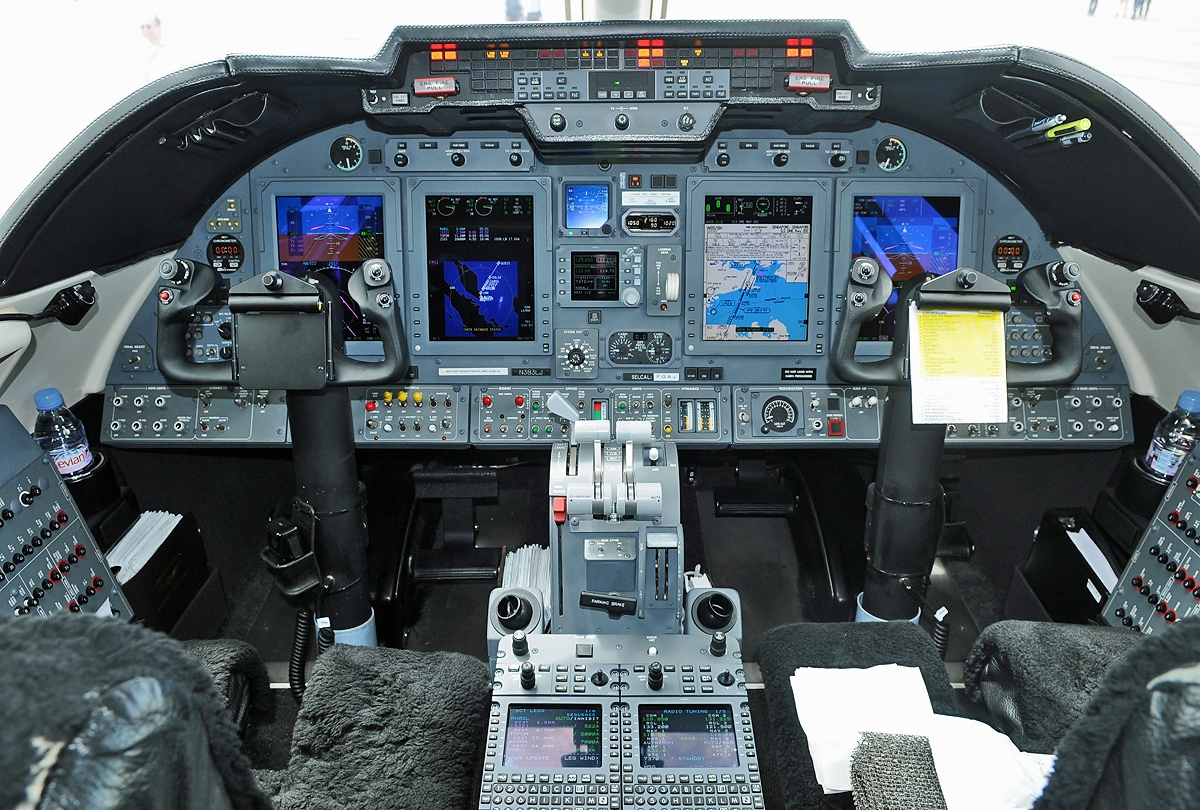
リアジェット60XRのコクピット。

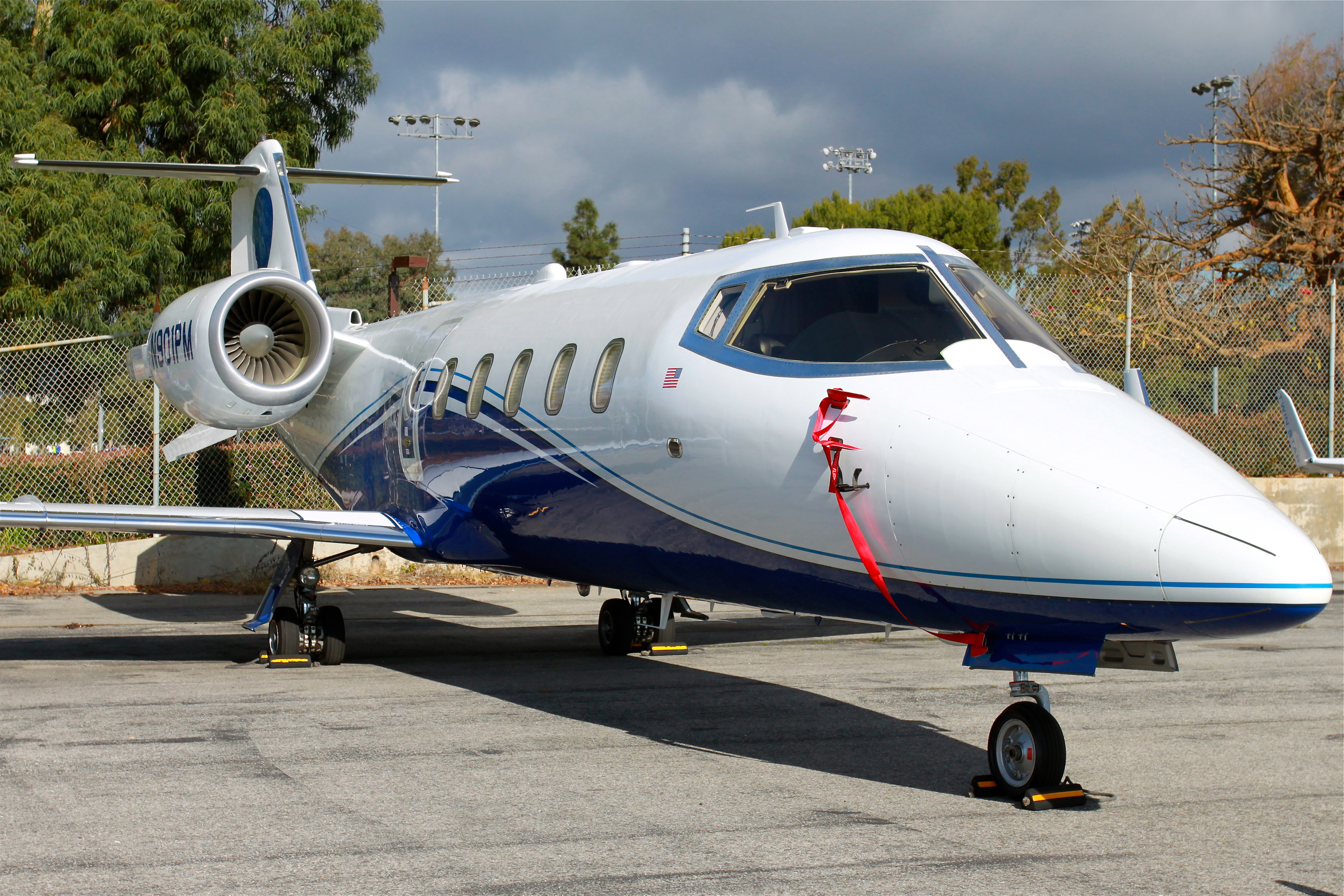
リアジェット社の製造工場の内部や製造工程を紹介したテレビ番組『世界の巨大工場』Series7 Ep3において、その製造工程が紹介された60XR（N901PM）の機体そのもの。会社経営者で富豪のデービット・モーガンが発注・購入した機体。番組中の譲渡セレモニーに登場した外装塗装のまま、波打つような青いデザインが施されている。

リアジェット 60(Learjet 60)は、ボンバルディア・エアロスペースがリアジェットブランドにて製造しているビジネスジェット機。リアジェット・ブランドでは最も大きな機体である。1991年初飛行。

## 概要
初飛行1991年7月、FAA型式証明取得1993年1月。リアジェット55の拡大・改良型。1990年より開発開始。胴体が1.09m延長され、エンジンはプラット&ホイットニー社製PW305ターボファンエンジンに換装、リアジェットシリーズでは初めてFADECが装備された。
形状は後退翼を有する双発ジェット機であり、エンジンは機体後部左右に各1基取り付けられている。T字尾翼であり、胴体末尾下部には、逆V字形状のフィンを有する。主翼端にもウイングレットが取り付けられている。主翼形状もモデル55よりわずかに改良されている。
1993年より機体の引渡しが開始され、2003年までに265機が製造されている。2007年からは改良型のリアジェット60XRに生産が移行している。
一機あたりの価格はおよそ14億円。

## 要目
- 全長：17.88m
- 全幅：13.34m
- 全高：4.47m
- 自重：6.3t
- 最大離陸重量：10.3t
- エンジン：P&WC PW305ターボファンエンジン（推力2t）2基
- 最大速度：約860km/h=M0.70
- 航続距離：約4,600km
- 最高飛行高度：51000 feet (最低飛行燃料搭載で２名乗務、乗客なしの場合）
- 乗員：2名
- 乗客：最大10名

## 事故
- 2008年9月19日、コロンビアメトロポリタン空港でリアジェット60が離陸時に墜落し、乗員乗客6名のうち、4名が死亡した。生存者がミュージシャンのトラヴィス・バーカーとアダム・ゴールドスタインであることも話題となった。(2008 South Carolina Learjet 60 crash)[2][3]